# Büyükşehir Belediyesi Ankara S K
Büyükşehir Belediyesi Ankara Spor Kulübü (abrégé B.B. Ankaraspor) est un club de hockey sur glace domicilié à Ankara en Turquie. Depuis 1993, le club évolue en Super Ligue.
Fondée en 1978, l'équipe joue ses matchs au Palais des Glaces d'Ankara.

## Palmarès
- Champion de la Super ligue à sept reprises : 1993, 1994, 1995, 1997, 2000, 2002, 2003